# ワインは期待と現実の味
『ワインは期待と現実の味』（原題:Uncorked）は2020年に配信されたアメリカ合衆国のドラマ映画である。監督はプレンティス・ペニー、主演はママドゥ・アティエが務めた。本作はペニーの長編映画監督デビュー作でもある。

## ストーリー
テネシー州メンフィス。イライジャはワイン販売店と父親（ルイス）が経営するバーベキューレストランで働いていた。そのバーベキューレストランはイライジャの祖父が始めたものであり、ルイスはイライジャに店を継がせようとしていた。しかし、イライジャはワインにのめり込んでおり、レストランの経営に関するノウハウにはあまり関心を示さなかった。
そんなある日、イライジャはワイン店のソムリエ、レイランにワインへの熱い思いを語ったところ、レイランからソムリエになることを勧められたが、どうにも踏ん切りがつかなかった。その後、イライジャは来店した女性（ターニャ）に一目惚れし、商品の説明のついでに口説いて電話番号を教えてもらった。夕食の席で、イライジャが「ソムリエになりたい」と家族に打ち明けたところ、ルイスに一喝された。夕食後、イライジャの母親、シルヴィアは「あの子の夢を応援してはどうか」とルイスに言ったが、ルイスは「あいつの夢想は嫌と言うほど聞いてきた。ソムリエに憧れているようだが、どんな職業なのか知ってもいないだろう。」と言うばかりであった。
デート中、イライジャはターニャに自分がワインに興味を持つに至った経緯を説明した。イライジャが「ソムリエ界の最高峰、マスターソムリエを名乗れるのは世界に300人もいない。ワインを極めるなら、マスターソムリエを目指すべきなのだろうが、僕には到底無理だな」と言ったところ、ターニャから「挑戦もせずに諦めるのは勿体ない」と諭された。その言葉で発奮したイライジャはソムリエの専門学校に入学することにしたが、マスターソムリエへの道は想像以上に厳しいものであった。

## キャスト
- ママドゥ・アティエ - イライジャ
- コートニー・B・ヴァンス - ルイス
- ニーシー・ナッシュ - シルヴィア
- ケリー・ジェンレット - ブレンダ
- マット・マクゴーリ - ハーヴァード
- ギル・オゼリ - リッチー
- サーシャ・コンペール - ターニャ
- バーナード・デヴィッド・ジョーンズ - JT
- ミーラ・ロヒット・クンバーニ - リーン
- マシュー・グレイヴ - レイラン

## 製作
2018年11月7日、ママドゥ・アティエ、ニーシー・ナッシュ、コートニー・B・ヴァンスが本作に出演することになったと報じられた。12月、ケリー・ジェンレット、マット・マクゴーリ、ギル・オゼリ、バーナード・デヴィッド・ジョーンズがキャスト入りした。
本作の主要撮影は2018年11月10日にテネシー州メンフィスで始まり、同年12月11日に終了した。
2020年3月9日、ヒットボーイが本作で使用される楽曲を手掛けるとの報道があった

## 公開
本作は2020年3月14日にサウス・バイ・サウスウェストでプレミア上映される予定だったが、新型コロナウイルスが流行したことを受けて、プレミア上映は取りやめとなった。
2020年3月10日、本作のオフィシャル・トレイラーが公開された。

## 評価
本作は批評家から好意的に評価されている。映画批評集積サイトのRotten Tomatoesには29件のレビューがあり、批評家支持率は90%、平均点は10点満点で6.03点となっている。サイト側による批評家の見解の要約は「『ワインは期待と現実の味』を鑑賞した者は心温まる素晴らしい時間を過ごせるであろう。良質のワインに似た作品だと言える。」となっている。また、Metacriticには12件のレビューがあり、加重平均値は63/100となっている。